# Bouvier-Dreux
Bouvier-Dreux war ein französischer Hersteller von Automobilen.

## Unternehmensgeschichte
Das Unternehmen aus Dreux begann 1897 mit der Produktion von Automobilen. Der Markenname lautete Bouvier-Dreux. Im gleichen Jahr endete die Produktion.

## Fahrzeuge
Im Angebot stand nur ein Modell. Dies war eine Voiturette. Für den Antrieb sorgte ein luftgekühlter Zweizylindermotor. Der Neupreis betrug 5000 Französische Franc.